# Sven Otto Littorin
Sven Otto Julius Littorin (1966) és un polític suec del Partit Moderat. Va ser  ministre de Treball en el cabinet de Fredrik Reinfeldt, i antic Secretari General del Partit Moderat. El 7 de juliol de 2010 va anunciar la seva dimissió immediata, argumentant circumstàncies personals.